# William Buller
Pour les articles homonymes, voir Buller.
William Buller est un pilote automobile britannique né le 17 septembre 1992 à Scarva (en) (Irlande du Nord).

## Carrière
Après un parcours en Karting couronné de succès, Will Buller se lance dans les championnats de T-Cars, des voitures de tourisme destinées aux jeunes pilotes, il finit 2e au championnat.
À l'âge de 15 ans, il dispute la saison 2008 de la Formule BMW Europe qu'il termine à la douzième place.
Il participe également à plusieurs déclinaisons hivernales des championnats britanniques et portugais de Formule Renault 2.0 et à la Formule Toyota disputée en Nouvelle-Zélande.
Il revient ensuite en Formule BMW en 2009, il finit la saison à la 10e place avec quelques coups d'éclats en cours de saison.
Il passe en Championnat Britannique de Formule 3 en 2010. Avant cela, il participe au tout premier Open du Brésil de Formule 3 qu'il gagne pour le compte de l'équipe Hitech Racing.
En 2012, il participe au Championnat de GP3 Series 2012 et au Championnat d'Europe de Formule 3 2012.